# Сен-Ром
Сен-Ром (фр. Saint-Rome, окс. Sent Roma) — коммуна во Франции, находится в регионе Юг — Пиренеи. Департамент — Верхняя Гаронна. Входит в состав кантона Вильфранш-де-Лораге. Округ коммуны — Тулуза.
Код INSEE коммуны — 31514.

## География
Коммуна расположена приблизительно в 610 км к югу от Парижа, в 29 км к юго-востоку от Тулузы.
По территории коммуны протекает река Эр-Мор.

## Климат
Климат умеренно-океанический. Зима мягкая и снежная, весна характеризуется сильными дождями и грозами, лето сухое и жаркое, осень солнечная. Преобладают сильные юго-восточные и северо-западные ветры.

## Население
Население коммуны на 2010 год составляло 57 человек.
| 1962 | 1968 | 1975 | 1982 | 1990 | 1999 | 2010 |
| ---- | ---- | ---- | ---- | ---- | ---- | ---- |
| 121  | 108  | 81   | 93   | 74   | 68   | 57   |

## Администрация
| Период | Период | Фамилия             | Партия | Примечания |
| ------ | ------ | ------------------- | ------ | ---------- |
| ?      | 1993   | Мартин де Ла-Пануз  |        |            |
| 1993   | 2010   | Кристоф де Ла-Пануз |        |            |
| 2010   | 2020   | Робер Массико       |        |            |

## Экономика
В 2010 году среди 26 человек трудоспособного возраста (15—64 лет) 19 были экономически активными, 7 — неактивными (показатель активности — 73,1 %, в 1999 году было 76,2 %). Из 19 активных жителей работали 19 человек (9 мужчин и 10 женщин), безработных не было. Среди 7 неактивных 1 человек был учеником или студентом, 3 — пенсионерами, 3 были неактивными по другим причинам.

## Фотогалерея
- Типичный дом Сен-Ром
- Карта коммуны